# LMP – Węgierska Partia Zielonych
LMP – Węgierska Partia Zielonych (węg. LMP – Magyarország Zöld Pártja, LMP) – węgierska partia polityczna powstała w 2009 roku jako Polityka Może Być Inna (węg. Lehet Más a Politika! — LMP).

## Historia
Ugrupowanie zostało powołane do życia 26 lutego 2009 roku. Opowiada się za ochroną środowiska oraz zrównoważonym rozwojem, walką z korupcją, większą partycypacją społeczeństwa w decyzjach politycznych, odrzucając – jej zdaniem – przestarzały i nieadekwatny podział na lewicę (socjalistów i liberałów) oraz prawicę (Fidesz).
Liderami partii są: János Kendernay i Erzsébet Schmuck. Ugrupowanie należy do Europejskiej Partii Zielonych.
W wyborach do Parlamentu Europejskiego 2009 partia uzyskała 2,61% głosów. W wyborach parlamentarnych w 2010 zapewniła sobie 16 miejsc w 386-osobowym Zgromadzeniu Narodowym, zdobywając ok. 7,5% poparcia. W wyborach parlamentarnych w 2014 zdobyła 5,3% głosów, co dało jej 5 miejsc w 199-osobowym Zgromadzeniu Narodowym. W wyborach parlamentarnych w 2018 partia zdobyła 7,06% głosów. W wyborach do Parlamentu Europejskiego w 2019 partia uzyskała 2,18% głosów.